# Міннібаєвський газопереробний завод
Міннібаєвський газопереробний завод – підприємство нафтогазової промисловості, яке діє у Татарстані. 
Під час розробки нафтових родовищ Татарстану отримували значні обсяги супутнього газу. З метою використання цього ресурсу в 1956 та 1959 роках ввели в дію дві черги Міннібаєвського ГПЗ потужністю по 471 млн м3 на рік. В 1964 та 1966 роках майданчик доповнили ще двома чергами річною потужністю 1,18 млрд м3 та 3 млрд м3. У складі кожної черги були по дві установки фракціонування широкої фракції легких вуглеводнів (ШФЛУ, російський термін на позначення фракції С3+), які дозволяли випускати зріджені вуглеводневі гази (ЗВГ) – пропан, бутан, ізобутан та газовий бензин. 
В 1973-му стала до ладу п’ята черга потужністю 1,04 млрд м3 на рік, у комплексі з якою з’явилась установка вилучення етану, що почала випуск продукції в 1974 році.
В 1979-му почала діяти установка вилучення сірководню пропускною здатністю 1 млрд м3, а в 1983, 1995 та 2006 роках запустили три установки для роботи з газом із високим вмістом сірки продуктивністю 0,14 млрд м3, 0,06 млрд м3 та 0,1 млрд м3 відповідно.
Для видачі товарного газу спорудили трубопроводи Міннібаєво – Казань, Міннібаєво – Урусса та Міннібаєво – Іжевськ. ЗВГ відправляли для нафтохімічного майданчику в Казані по продуктопроводу Міннібаєво – Казань та етанопроводу Міннібаєво – Казань. Частину ШФЛУ відправляли на установку фракціонування в Нижньокамську по трубопроводу Міннібаєво – Нижньокамськ.
З падінням видобутку на родовищах Татарстану завод став відчувати нестачу сировини, проте міг приймати для фракціонування ШФЛУ західносибірських родовищ. З 1985-му подачу останньої до регіону міг забезпечувати трубопровід Західний Сибір – Урал – Поволжя, проте після катастрофи 1989 року знову можна було розраховувати лише на залізницю.
Хоча майданчик раніше вже отримав вісім установок фракціонування, в 1993-му почали будівництво ще однієї – ГФУ-300 річною потужністю 300 тисяч тон. Вона стала до ладу в 2004-му та могла додатково продукувати пентанову фракцію та ізопентан (споживачем останнього, зокрема, міг бути нафтохімічний майданчик в Стерлітамаку).
В 2010-му запустили нову установку з отримання етану, яка дозволила вилучати 91% цього компоненту та збільшити випуск етану удвічі, з 90 до 180 тисяч тон на рік.
Через нестачу сировини станом на середину 2010-х річна потужність Міннібаєвського ГПЗ рахувалась на рівні біля 1 млрд м3 на рік (в 2014-му завод фактично прийняв на переробку лише 795 млн м3 супутнього газу), а з установок фракціонування залишались в роботі лише ГФУ-2 та ГФУ-300. При цьому в 2003-му з метою отримання додаткових обсягів супутнього газу ввели в дію трубопровід Бавли – Міннібаєво, який перенаправив певний обсяг ресурсу з Туймазинського ГПЗ на Міннібаєвський ГПЗ, втім, мова йшла лише про кілька десятків млн м3 на рік.
Оскільки нестача фракції С3+ місцевого походження могла компенсуватись поставками з інших регіонів, в 2016-му обсяг випущеної товарної продукції склав 186 тисяч тон етану, 278 тисяч тон пропану, 133 тисячі тон бутану, 51 тисяча тон ізобутану, 19 тисяч тон ізопентану, 216 тисяч тон газового бензину, а також 6 тисяч тон сірки.